# Ratschings
Ratschings (wł. Racines) – miejscowość i gmina we Włoszech, w regionie Trydent-Górna Adyga, w prowincji Bolzano.
Liczba mieszkańców gminy wynosiła 4331 (dane z roku 2009). Język niemiecki jest językiem ojczystym dla 98,44%, włoski dla 1,53%, a ladyński dla 0,03% mieszkańców (2001).